# 地豆于
地豆于，《北史》记载为地豆干，是公元5-6世紀游牧於洮儿河與西拉木伦河之間，今日大兴安岭山脈到内蒙古自治区東部的游牧民族。近代歷史學家認為是鲜卑的北支，而且很可能就是鄂尔浑碑铭（Küli-Čor）、阙特勤碑（Kül-Tegin）、及毗伽可汗碑（Bilgä Qaγan）等所提及的。隋唐时该名不见于史书，日本学者白鸟库吉认为地豆于就是霫的前身。

## 历史
延興2年（472年）八月，地豆于遣使朝貢北魏，至太和6年貢使不絕。
太和3年（479年）、高句麗與柔然共謀攻打地豆于，分割占領其地。
太和14年（490年）、地豆于頻繁越長城侵犯北魏，魏孝文帝派征西大将軍陽平王元頤讨伐，自此至武定末貢使不絕。及至北齊受禪，地豆于亦來朝貢。

## 習俗
地豆于多牛羊，出名馬，衣毛皮，肉酪為食，不產五穀。

## 地理
地豆于在室韋西1000餘里，烏洛侯國以南，與突厥、柔然、契丹為鄰。

## 延伸阅读
[在维基数据编辑]
 《欽定古今圖書集成·方輿彙編·邊裔典·地豆于部》，出自陈梦雷《古今圖書集成》
 《魏書/卷100》，出自魏收《魏书》
 《北史·卷094》，出自李延壽《北史》